# Ting Hsin International
Ting Hsin International est une entreprise agroalimentaire taiwanaise basée à Taipei spécialisée notamment les ramens. Elle est fondée en 1996. Elle est notamment connue pour ses marques Kang Shi Fu, Ting Yi et Master Kong. Elle est impliquée dans plusieurs scandales alimentaires et de corruptions.